# Фюн
Фюн (на датски: Fyn) е вторият по големина след Шеланд датски остров в Балтийско море. На него живеят близо половин милион души. Площ 2976,4 km².

## География
Остров Фюн е разположен в централната част на страната. Дължината му от северозапад на югоизток е 83 km, а максималната ширина 53 km. На изток протока Стурабелт (Голям Белт) го отделя от остров Шеланд, на запад и югозапад протока Лилебелт (Малък Белт) – съответно от полуостров Ютланд и остров Алс, а на юг и югоизток система от тесни и по-широки протоци – от островите Ерьо, Тосинге, Турьо и Лангелан. Бреговете му са предимно ниски, силно разчленени от заливи и фиорди – Оденсефиорд на север, Хелнесбугт на югозапад и др. Изграден е предимно от варовици и глини, препокрити с ледникови наслаги. Релефът представлява моренна равнина с отделни хълмове с максимална височина връх Фрьоберг Бавнехой 131 m, разположен в западната му част. Отделни участъци от острова, предимно на север лежат под морското равнище. На Фюн има няколко езера, като най-голямо е Аресковсьо. Речната мрежа е гъста, представена от къси и малки, но пълноводни реки – Оденсео (най-голямата на острова), Бенингео, Бранео и др. В миналото Фюн и бил покрит с гъсти букови и дъбови гори, от които сега са се запазили отделни малки участъци. Развива се интензивно земеделие (треви за кърма на животни, ечемик, захарно цвекло), млечно животновъдство, свиневъдство. 
През 1987 г. започва проект за изграждане на Стурабелтския мост между островите Фюн и Шеланд. През 1997 г. железопътният мост е готов и само година по-късно е отворен и за автомобили. Заедно с изградения по-рано мост над протока Лилебелт, остров Фюн е свързан с общата жп и шосейна мрежа на Дания. Най-големият град е Оденсе, разположен на северното му крайбрежие. Други по-големи градове са Свенборг (на юг), Асенс (на запад), Нюборг и Кертемине (на изток) и др.